# Cantando l'amore
Cantando l'amore è un album dei Tukano, pubblicato 1987 da Duck Record in formato LP e musicassetta e distribuito da Dischi Ricordi.

## Il disco
Contiene 12 brani cover di noti autori e cantautori italiani, interpretati sia in duetto, sia dalle voci soliste di Gianni Panariello e Marina Barone.
Nel 1988 è stato ristampato su compact disc incluso nell'album Italian Carnaval 1.

## Tracce
Lato A
1. Amore caro, amore bello – 3:48 (testo: Mogol – musica: Lucio Battisti)
2. Buonanotte fiorellino – 2:37 (testo: Francesco De Gregori – musica: Francesco De Gregori)
3. Il cielo – 3:24 (testo: Renato Zero – musica: Renato Zero)
4. Il pescatore – 2:23 (testo: Fabrizio De André – musica: Gian Piero Reverberi, Franco Zauli)
5. Agnese – 4:17 (testo: Ivan Graziani – musica: Ivan Graziani)
6. Albachiara – 3:35 (testo: Vasco Rossi – musica: Vasco Rossi, Alan Tylor)

Durata totale: 20:04
Lato B
1. Margherita – 3:45 (testo: Riccardo Cocciante – musica: Riccardo Cocciante)
2. Ci vorrebbe un amico – 3:54 (testo: Antonello Venditti – musica: Antonello Venditti)
3. Piazza Grande – 2:48 (testo: Gianfranco Baldazzi, Sergio Bardotti – musica: Lucio Dalla, Ron)
4. La gatta – 2:12 (testo: Gino Paoli – musica: Gino Paoli)
5. Gente – 3:14 (testo: Gianni Pettenati – musica: Mario Dalla Stella, Franco Muggeo)
6. Azzurro – 3:58 (testo: Vito Pallavicini – musica: Paolo Conte, Michele Virano)

Durata totale: 19:51

## Musicisti
- Tukano: voci
- Bruno Bergonzi: batteria, tastiera e percussioni
- Mike Logan: tastiera
- Marco Colombo: chitarra
- Amedeo Bianchi: sax e clarino
- Mike Logan e Bruno Bergonzi: cori

## Produzione
- Bruno Barbone: produzione
- Bruno Bergonzi e Mike Logan: arrangiamenti